# Eleições parlamentares europeias de 2009 (Luxemburgo)
As eleições parlamentares europeias de 2009 no Luxemburgo foram realizadas a 7 de junho para eleger os 6 assentos do país para o Parlamento Europeu.

## Resultados Nacionais
| Partido                 | Partido                                       | Votos     | %               | +/-  | Deputados | +/-     |
| ----------------------- | --------------------------------------------- | --------- | --------------- | ---- | --------- | ------- |
|                         | Partido Popular Social Cristão                | 353 094   | 31,36 / 100,00  | 5,78 | 3 / 6     | Estável |
|                         | Partido Operário Socialista                   | 219 349   | 19,48 / 100,00  | 2,58 | 1 / 6     | Estável |
|                         | Partido Democrata                             | 210 107   | 18,66 / 100,00  | 3,79 | 1 / 6     | Estável |
|                         | Os Verdes                                     | 189 523   | 16,83 / 100,00  | 1,81 | 1 / 6     | Estável |
|                         | Partido Reformista da Alternativa Democrática | 83 168    | 7,39 / 100,00   | 0,65 | 0 / 6     | Estável |
|                         | A Esquerda                                    | 37 929    | 3,37 / 100,00   | 1,69 | 0 / 6     | Estável |
|                         | Partido Comunista                             | 17 304    | 1,54 / 100,00   | 0,37 | 0 / 6     | Estável |
|                         | Lista dos Cidadãos                            | 15 558    | 1,38 / 100,00   | Novo | 0 / 6     | Novo    |
| Votos Inválidos         | Votos Inválidos                               | 20 059    | 9,18 / 100,00   | 0,83 |           |         |
| Votos expressos         | Votos expressos                               | 1 126 032 |                 |      |           |         |
| Total                   | Total                                         | 218 423   | 100,00 / 100,00 |      | 6 / 6     |         |
| Eleitorado/Participação | Eleitorado/Participação                       | 240 669   | 90,76 / 100,00  | 0,59 |           |         |